# Saterland
Saterland (wschfryz. Seelterlound) – gmina samodzielna (niem. Einheitsgemeinde) w Niemczech, w kraju związkowym Dolna Saksonia w powiecie Cloppenburg. Po reformie terytorialnej z 1 marca 1974 roku w skład gminy Saterland wchodzą cztery miejscowości: Ramsloh, Scharrel, Strücklingen i Sedelsberg. Przez teren gminy przepływa rzeka Sagter Ems. Na terenie gminy w Ramsloh znajdują się maszty radiowe o wysokości 352,9 m. Gmina jest jedynym obszarem gdzie do dziś używa się języka wschodniofryzyjskiego.

## Historia
Saterland we wczesnym średniowieczu zamieszkiwali Sasi i wchodził w skład niedużego hrabstwa Sögel – od jego zniekształconej nazwy wzięło się dzisiejsze określenie gminy: Sater po niemiecku, Seelter po wschodniofryzyjsku. W XII i XIII wieku na terenie dzisiejszej gminy osiedli Fryzowie. W późnym średniowieczu obszar był traktowany najprawdopodobniej jako część „Wolnej Fryzji”, co oznaczało odrębny status prawny lokalnych samorządów. Następnie Saterland wszedł w skład księstwa biskupiego Münster.  Do XIX wieku była to swoista wyspa otoczona bagnami, pierwszą stałą drogę do Friesoythe wybudowali napoleońscy żołnierze. Izolacja i odrębność religijna (Fryzja wschodnia przeszła na wyznania protestanckie, gdy Saterland ostatecznie pozostał katolicki) spowodowały zachowanie w użyciu lokalnego dialektu wschodniofryzyjskiego. W XIX wieku zainicjowano proces osuszania mokradeł, co przyciągnęło nowych osadników. W 1815 r. obszar wszedł w skład Wielkiego Księstwa Oldenburga, co zniosło autonomię językową i prawną. Po II wojnie światowej w regionie osiadło się dużo uchodźców ze wschodu, w efekcie ludność używająca saterfryzyjskiego stała się mniejszością. W 1974 r. zjednoczono cztery gminy w jedną, obejmującą cały Saterland. 

## Gospodarka
Gmina Saterland jest gminą uprzemysłowioną. Największymi pracodawcami są zakłady:
- wydobycia i przetwórstwa torfu – Torfwerke C. Deilmann AG
- produkcji kabli Waskönig & Walter Kabel-Werk
- produkcji firanek i zasłon – Gardinenwerk Unland
- produkcji maszyn specjalistycznych – Spezialmaschinenbau Kurre

Coraz większe znaczenie ma także wybudowany w ostatnich latach C-Port – port przeładunkowy wraz z powierzchniami magazynowania nad leżącym na terenie gminy kanałem śródlądowym.

## Turystyka

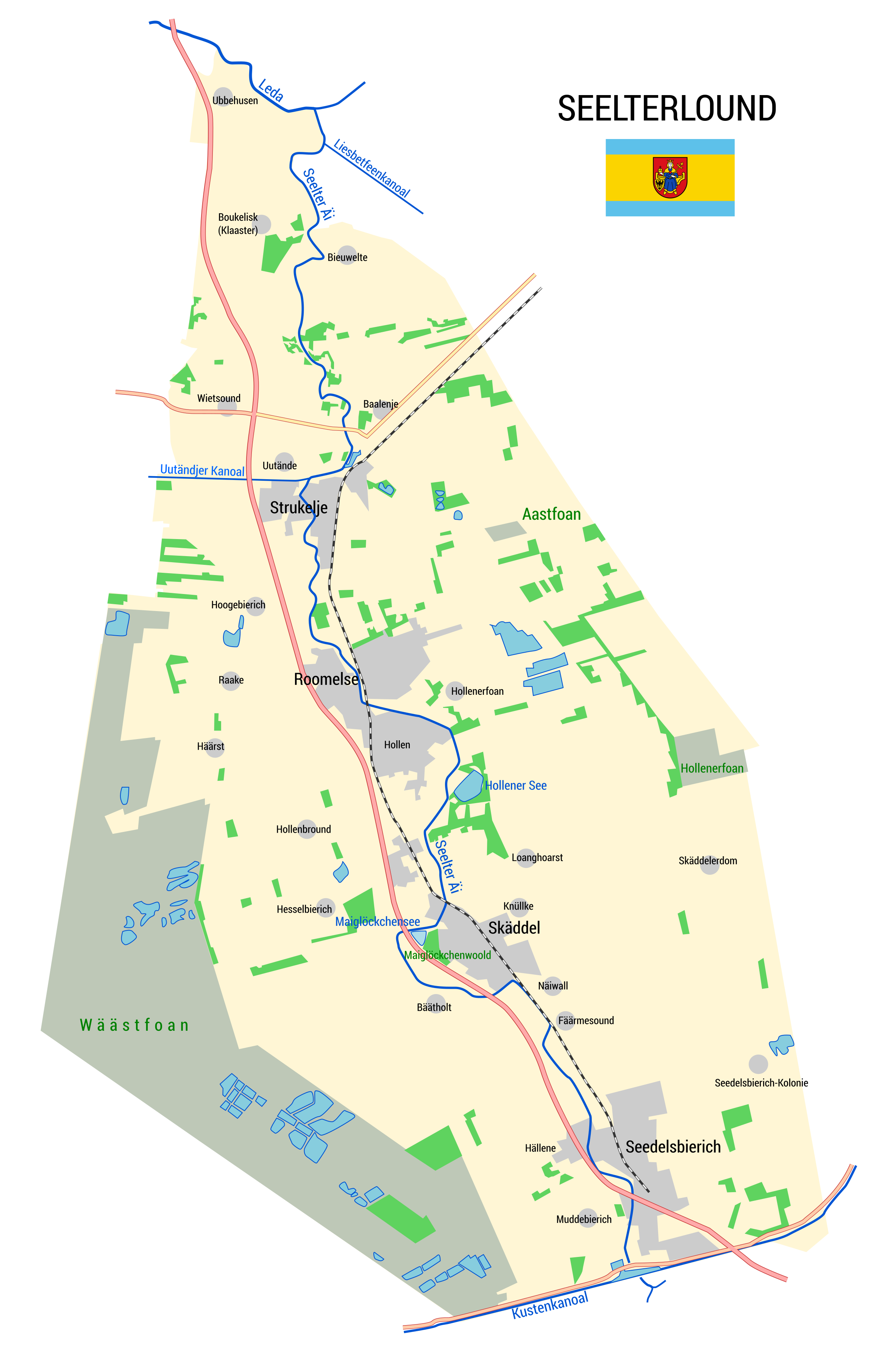
Mapa gminy z nazwami w dialekcie saterfryzyjskim

Ważną dziedziną dla gminy jest też turystyka. Dziedzina ta z roku na rok przybiera na znaczeniu.
Gminę przecinają trasy rowerowe:
- Deutsche Fernroute
- Clopenburger Radtour

oraz projekt Paddel- und Pedalstation – gdzie można zamienić rower na kajak i zwiedzać okolicę pływając rzeką Sagter Ems.

## Edukacja
W gminie znajduje się 5 przedszkoli i cztery szkoły podstawowe, w każdej z miejscowości należących do gminy:
- Marienschule Strücklingen,
- Grundschule Ramsloh,
- "Litje Skoule Skäddel" - Grundschule Scharrel,
- Astrid-Lindgren-Grundschule Sedelsberg

oraz szkoły ponadpodstawowe:
- Schulzentrum Saterland /Haupt und Realschule/ w Ramsloh,
- Laurentius-Siemer-Gymnasium w Ramsloh.

## Gmina partnerska w Polsce
Gminą partnerską dla gminy Saterland jest od 2001 gmina Środa Śląska. Umowę partnerską zawarto na bazie zapoczątkowanych wcześniej, intensywnych kontaktów szkolnych oraz prowadzonych regularnie 2 razy w roku (w październiku w Polsce, w maju w Niemczech), od 1997 do dzisiaj, wymian młodzieży z obydwu gmin. Ponadto gmina, jak też szkoły uczestniczą w wielu wspólnych projektach UE. W 2007 roku gmina Saterland za współpracę partnerską otrzymała wyróżnienie i Nagrodę Komisji Środowiska, Rolnictwa oraz Spraw Lokalnych Zgromadzenia Parlamentarnego Rady Europy „Dyplom Europy” za osiągnięcia na wielu płaszczyznach w dziedzinie współpracy pomiędzy gminami.
W 2011 przyznano Gminie Środa Śląska, a także inicjatorom: Peterowi Zieglerowi i Sławomirowi Siwerskiemu Dyplomu Uznania za osiągnięcia w dziedzinie współpracy pomiędzy Gminami Saterland i Środa Śląska z okazji XX-lecia powstania Polsko-Niemieckiej Współpracy Młodzieży w Poczdamie i Warszawie.